# American Gods (série télévisée)
Cet article concerne la série télévisée. Pour le roman de Neil Gaiman, voir American Gods.
American Gods, ou Dieux américains au Québec, est une série télévisée américaine en 26 épisodes d'environ 60 minutes créée par Bryan Fuller et Michael Green d'après le roman du même nom de Neil Gaiman, et diffusée entre le 30 avril 2017 et le 21 mars 2021 sur la chaîne Starz et sur Amazon Video au Canada.
En France, la série est diffusée depuis le 1er mai 2017 sur le service Amazon Prime Video et est rediffusée à la télévision depuis le 22 juin 2018 sur Canal+ Séries. Au Québec, elle est diffusée depuis le 2 août 2018 sur AddikTV,.

## Synopsis
En sortant de prison, Ombre apprend la mort de sa femme et de son meilleur ami dans un accident de voiture. À bord de l'avion qui le ramène chez lui, il se fait embaucher comme garde du corps par un étrange personnage dénommé Voyageur qui l'entraîne dans un long périple à travers les États-Unis. Ombre découvre bientôt que Voyageur (dont la véritable identité restera secrète jusqu'à la fin de la première saison) tente de rallier à sa cause les autres anciens dieux et quelques personnages folkloriques afin de mener une guerre sans merci aux divinités plus récentes de l'Amérique à savoir : les médias, la technologie et la mondialisation.

## Fiche technique
- Titre original : American Gods
- Création : Michael Green et Bryan Fuller
- Scénario : Neil Gaiman, Michael Green et Bryan Fuller
- Direction artistique :
- Décors : Jaro Dick
- Costumes : Suttirat Anne Larlarb (8 épisodes, 2017) et Claire Anderson (8 épisodes, 2019)
- Photographie :
- Montage:
- Musique : Brian Reitzell (8 épisodes, 2017) , Danny Bensi et Saunder Jurriaans (8 épisodes, 2019)
- Casting :
- Production : Neil Gaiman, Craig Cegielski, Stefanie Berk, Thom Beers
- Sociétés de production : FremantleMedia, Living Dead Guy Productions
- Sociétés de distribution :  Starz
- Pays d'origine :  États-Unis
- Langue originale : anglais
- Format : couleur - 1,78:1 - son Dolby Digital
- Genre : fantastique, drame
- Durée : 59-63 minutes
- Classification : Déconseillé aux moins de 12 ans et déconseillé aux moins de 16 ans pour certains épisodes
- Version française :
  - Société de doublage : Chinkel
  - Direction artistique : José Luccioni[7]
  - Adaptation des dialogues : 
    - Saison 1 : Aline Langel, Emeline Bruley
    - Saison 2 : Aline Langel, Emeline Bruley
    - Saison 3 : Aline Langel, Régis Ecosse

 Source et légende : version française (VF) sur RS Doublage et Doublage Séries Database

## Distribution

### Acteurs principaux
- Ricky Whittle (VF : Valentin Merlet) : Ombre Moon (Shadow Moon en VO)
- Ian McShane (VF : José Luccioni) : Voyageur (Mr Wednesday en VO) / Odin
- Emily Browning (VF : Geneviève Doang) : Laura Moon
- Crispin Glover (VF : Guillaume Lebon) : M. Monde (Mr World en VO) / Loki
- Bruce Langley (VF : Alexis Tomassian) : Technical Boy / le binaire
- Yetide Badaki (VF : Laëtitia Lefebvre) : Bilquis, la Reine de Saba
- Pablo Schreiber (VF : Boris Rehlinger) : Sweeney le Dingue / le Leprechaun (saisons 1 et 2)
- Orlando Jones (VF : Jean-Baptiste Anoumon) : M. Nancy / Anansi (récurrent saison 1, principal saison 2)
- Mousa Kraish (en) (VF : Omar Yami) : le djinn/ Ifrit (récurrent saison 1, principal saison 2)
- Omid Abtahi (VF : Nessym Guetat) : Salim (récurrent saison 1, principal depuis la saison 2)
- Demore Barnes (VF : Daniel Lobé) : M. Ibis / Thot (récurrent saison 1, principal depuis la saison 2)
- Ashley Reyes (VF : Charlotte Corréa) : Cordelia (depuis la saison 3)

### Acteurs récurrents
- Gillian Anderson (VF : Élisabeth Fargeot) : Media (saison 1)
- Cloris Leachman : Zorya Vechernyaya
- Peter Stormare (VF : Féodor Atkine) : Czernobog
- Chris Obi (VF : Frantz Confiac) : M. Chaquel / Anubis (saison 1)
- Dane Cook : Robbie (saison 1)
- Kahyun Kim : New Media (saison 2)
- Kristin Chenoweth (VF : Patricia Legrand) : Ostara ou Easter (saison 1)
- Beth Grant (VF : Martine Irzenski) : Jack, la patronne de bar
- Erika Kaar (VF : Anne-Charlotte Piau) : Zorya Polunochnaya
- Tracie Thoms : Buffer
- Ron Lea (VF : Bernard Lanneau) : Cambro
- Sakina Jaffrey : Mama-Ji / Kali (saison 2)
- Dean Winters (VF : Jean-Louis Faure) : M. Ville (Mr Town en VO) (saison 2)
- Devery Jacobs : Sam Black Crow (depuis la saison 2)
- Mustafa Shakir : Baron Samedi (saison 2)
- Marilyn Manson (VF : Gilles Morvan) : Johan Wengren (saison 3)
- Blythe Danner (VF : Jocelyne Darche) : Demeter (saison 3)
- Herizen Guardiola : Oshun (saison 3)
- Dominique Jackson (VF : Géraldine Asselin) : Mme Monde (Ms World en VO), une incarnation de M. Monde (Mr World en VO) (saison 3)
- Eric Johnson (VF : Damien Boisseau) : Chad Mulligan (saison 3)
- Lela Loren (VF : Audrey Sourdive) : Marguerite Olsen (saison 3)
- Danny Trejo : une autre incarnation de M. Monde (Mr World en VO) (saison 3)
- Julia Sweeney (VF : Blanche Ravalec) : Ann-Marie Hinzelmann (saison 3)
- Wale : Chango (saison 3)
- Iwan Rheon : Liam Doyle (saison 3)
- Denis O'Hare (VF : Nicolas Marié) : Týr (saison 3)

## Production

### Développement
En 2011, l'auteur Neil Gaiman annonce au cours d'un festival que HBO s'est montré intéressé à propos d'une adaptation du roman en série télévisée. En mars 2013, l'auteur confirme que le projet progresse et que le pilote sera très fidèle au roman, adaptant les premiers chapitres. Il annonce aussi que le livre devrait s'étaler sur deux saisons et qu'il travaille à l'écriture du pilote, le premier jet n'ayant pas convaincu HBO qui trouve le résultat bien trop éloigné du matériel original. En novembre 2013, l'auteur annonce sur la plateforme Reddit que le projet est toujours en production mais que la chaîne HBO a finalement décliné l'offre. En 2014, le président de la programmation de la chaîne, Michael Lombardo, annonce que le projet a été abandonné à cause de divergences créatives. Il affirme que trois scénaristes différents ont été engagés et qu'ils ont tenté de faire du mieux que possible mais que cela n'était pas possible.
En février 2014, FremantleMedia fait l'acquisition des droits du livre et annonce que la série sera produite par Bryan Fuller et Michael Green pour une diffusion sur la chaîne Starz. La série adaptera le roman American Gods qui totalise sept cents pages et des éléments de son roman compagnon, Anansi Boys. L'auteur Neil Gaiman annonce être très impliqué dans le projet.
Le 16 juin 2015, Starz donne le feu vert à la série. Le tournage a commencé en mars 2016 dans la ville de Toronto et se termine en septembre 2016. Le 24 juin 2016, Neil Gaiman annonce que la première saison couvrira le premier tiers du roman, s'il y a une seconde saison, celle-ci couvrira la partie du roman se déroulant à Lakeside et que celle-ci se finira sur un cliffhanger visant le personnage de Voyageur.
Le 11 mai 2017, la série est renouvelée pour une deuxième saison, prévue pour 2018. Le 29 novembre 2017, il est annoncé que Fuller et Green quittent leurs postes de showrunners après avoir écrit une moitié des scripts prévus pour la saison 2, sans nom pour les remplaçants. Jesse Alexander, ancien producteur exécutif sur Hannibal, est nommé le 2 février 2018, pour remplacer les deux showrunners.
En septembre 2018, il est annoncé que Jesse Alexander a été remercié de son poste de showrunner par Starz et Fremantle. La série a également un retard de six semaines sur le planning prévu et la production est suspendue en attendant la finalisation du script pour l'épisode final ; Alexander a proposé plusieurs versions, toutes rejetées. Fuller et Green avaient écrit les six premiers épisodes avant leur renvoi, mais Alexander a été chargé de réécrire toute la saison. Cette saison 2 est finalement réduite de 10 à 8 épisodes (comme pour la première), afin de réduire le budget, la première saison ayant dépassé le sien de 30 millions USD. Les acteurs étaient mécontents des scripts et souvent réécrits sur le plateau, Ian McShane improvisant certaines répliques. Starz était mécontent de la direction prise par Alexander avec le matériau de base, considérée comme plus conventionnelle, différente de l'approche « atmosphérique et hypnotique » de Fuller et Green. Sans showrunner, le directeur de la production Chris Byrne et Lisa Kussner ont été désignés. Les problèmes d'emploi du temps ont empêché Kristin Chenoweth de pouvoir reprendre son rôle.
Le 15 mars 2019, la série a été renouvelée pour une troisième saison.
Starz annule la série le 29 mars 2021,. D'après le magazine Variety, la production laisse néanmoins la porte ouverte à un éventuel film ou série venant conclure la série actuelle.

### Attribution des rôles
Le 28 janvier 2016, Ricky Whittle est choisi pour incarner Ombre Moon, le personnage principal de la série. La recherche pour le rôle principal fut longue et l'acteur a fait seize essais avant d'être engagé. Le 2 mars 2016, Ian McShane est annoncé en tant que Voyageur. Le 17 mars 2016, Emily Browning est annoncée dans le rôle de la femme d'Ombre, Laura Moon. Le 23 mars 2016, Sean Harris, Yetide Badaki et Bruce Langley sont respectivement annoncés dans les rôles de Sweeney le Dingue, Bilquis et Technical Boy. Le 14 avril 2016, Jonathan Tucker et Crispin Glover sont annoncés dans les rôles de Low Key Lyesmith et M. Monde. Le 21 avril 2016, Cloris Leachman est annoncé dans le rôle de Zorya Vechernyaya, Peter Stormare en tant que Czernobog, Chris Obi comme M. Chaquel et Mousa Kraish en tant que le Jinn.
Le 6 mai 2016, Sean Harris quitte le projet pour raisons personnelles. Le rôle de Sweeney le Dingue est donc recasté sous les traits de Pablo Schreiber. En juin 2016, Gillian Anderson rejoint la série en tant que Media. Le 15 juin 2016, Omid Abtahi, Orlando Jones et Demore Barnes sont respectivement annoncés en tant que Salim, M. Nancy et M. Ibis.
Le 15 juillet 2016, Dane Cook est annoncé comme Robbie et Kristin Chenoweth en tant qu'Éostre.
À la suite du départ de Fuller de la production, Kahyun Kim remplacera Gillian Anderson dans le rôle de Media.

### Communication
La première bande annonce pour la série est dévoilée le 22 juillet 2016 au San Diego Comic-Con International.

## Épisodes

### Première saison (2017)
Cette saison est composée de huit épisodes.
1. Le Verger des os (The Bone Orchard)
2. Le Secret des cuillères (The Secret of Spoons)
3. La Tête dans les flocons (Head Full of Snow)
4. En route (Git Gone)
5. Ton parfum citronné (Lemon Scented You)
6. L'Exécution des dieux (A Murder of Gods)
7. Une prière pour Sweeney le Dingue (A Prayer for Mad Sweeney)
8. Viens voir Jésus (Come to Jesus)

### Deuxième saison (2019)
Cette saison de huit épisodes est diffusée depuis le 10 mars 2019.
1. La Maison sur le Rocher (House on the Rock)
2. Le Magicien (The Beguiling Man)
3. Muninn (Muninn)
4. La Plus Grande Histoire de tous les temps (The Greatest Story Ever Told)
5. Le Chemin des morts (The Ways of the Dead)
6. Donar le Grand (Donar the Great)
7. Le Trésor du Soleil  (Treasure of the Sun)
8. Ombre Moon (Moon Shadow)

### Troisième saison (2021)
Cette saison de dix épisodes est diffusée depuis 10 janvier 2021.
1. Un conte d'hiver (A Winter's Tale)
2. Sérieux Clair de Lune (Serious Moonlight)
3. Cendres et démons (Ashes and Demons)
4. L'Invisible (The Unseen)
5. L'Éveil des sœurs (Sister Rising)
6. La Conscience du Roi (Conscience of the King)
7. Le Feu et la glace (Fire and Ice)
8. Exquise Brûlure (The Rapture of Burning)
9. L'Effet du lac (The Lake Effect)
10. Les Larmes de l'Arbre du Monde (Tears of the Wrath-Bearing Tree)